# 梅斯基塔 (里約熱內盧州)
梅斯基塔（葡萄牙語：Mesquita）是巴西里约热内卢州的一个市镇。总面积34.767平方公里，总人口190056人，人口密度5466.6人/平方公里。